# Пуклица
Пуклица је насељено место у општини Ђуловац (до 1991. Миоковићево), у западној Славонији, Република Хрватска.

## Историја
До територијалне реорганизације у Хрватској насеље се налазило у саставу бивше велике општине Дарувар.

## Становништво
По попису из 2011. године насеље је имало 106 становника.
| Националност       | 1991.        | 1981.        | 1971.        | 1961.        |
| Срби               | 110 (96,49%) | 142 (92,20%) | 199 (97,54%) | 250 (94,69%) |
| Хрвати             | 2 (1,75%)    | 5 (3,24%)    | 5 (2,45%)    | 14 (5,30%)   |
| Југословени        | 1 (0,87%)    | 7 (4,54%)    | 0            | 0            |
| остали и непознато | 1 (0,87%)    | 0            | 0            | 0            |
| Укупно             | 114          | 154          | 204          | 264          |